# Le Prix du passage
Pour plus de détails, voir Fiche technique et Distribution.
Le Prix du passage est un film à suspense français réalisé par Thierry Binisti, sorti en 2023.

## Synopsis
Natacha, 25 ans, jeune mère célibataire, a du mal à élever son fils Enzo, 8 ans. Walid, lui, migrant d’origine Irakienne, attend de réunir assez d’argent pour payer son passage vers l’Angleterre. Aux abois, ils improvisent ensemble une filière artisanale de passages clandestins.

## Fiche technique
Sauf indication contraire, les informations mentionnées dans cette section peuvent être confirmées par les bases de données cinématographiques IMDb et Allociné,  présentes dans la section « Liens externes ».
- Titre original : Le Prix du passage
- Réalisation : Thierry Binisti
- Scénario : Sophie Gueydon et Pierre Chosson
- Musique :
- Décors :
- Costumes :
- Photographie : Martin Rit
- Montage :
- Son :
- Production : Miléna Poylo et Gilles Sacuto
  - Producteur associé : Constance Penchenat
- Sociétés de production : TS Productions et Artémis Productions
- Sociétés de distribution : Diaphana Distribution
- Pays de production :  France
- Langue originale : français
- Format : couleur — 2,35:1
- Genre : Thriller
- Durée : 100 minutes
- Dates de sortie :
  - France : 12 avril 2023

## Distribution
Sauf indication contraire ou complémentaire, les informations mentionnées dans cette section proviennent du générique de fin de l'œuvre audiovisuelle présentée ici.
- Alice Isaaz : Natacha Delgarde
- Adam Bessa : Walid
- Ilan Debrabant : Enzo, le fils de Natacha
- Catherine Salée : Irène, la mère de Natacha
- Nelson Delapalme : Éric, l'ex de Natacha
- Ilias Le Doré : Sami, le cousin de Walid
- Ouday El Khoumisti : Ziad, le frère de Walid
- Farid Larbi : Ahmet
- Ralph Amoussou : Asim